# 杨铭宇黄焖鸡米饭
杨铭宇黄焖鸡米饭是2011年由杨晓路创立的中国大陆餐饮品牌，隶属于济南杨铭宇餐饮管理有限公司。

## 争议

### 后厨乱象
2025年3月，新京报记者通过暗访发现，部分杨铭宇黄焖鸡米饭加盟门店存在食品安全问题。调查显示，涉事门店存在违规操作现象，包括使用存放多日的变质食材，将顾客剩余餐品回收二次加工销售，以及将隔夜变质的牛肉经色素处理后冒充新鲜原料。此外，记者在暗访过程中注意到，多家被查门店在用工环节未严格执行食品安全管理规定，未要求员工提供健康证明，导致无健康证人员直接参与食品加工环节。
3月12日中午，杨铭宇官方发布致歉信，宣布承担全部责任，涉事加盟门店（郑州二七万达店、郑州康复前街店、商丘万鼎广场店）即刻停业，并且永久关店。
3月13日，国务院食安办向山东省食药安办、河南省食安办发出挂牌督办通知书，对两地核查处置工作实行挂牌督办。